# Un alto en el camino
Un alto en el camino es una película española que se estrenó en el año 1941, dirigida por Julián Torremocha y basada en la obra de ‘El pastor poeta’, Julián Sánchez Prieto.

## Argumento
La inolvidable Lola Flores es una actriz frívola que seduce a un honesto campesino (Juan Francisco) solo por diversión, llevándole a abandonar a su mujer e hijo.